# نيكولا هازارد
نيكولا هازارد (بالفرنسية: Nicolas Hazard)‏ هو رائد أعمال فرنسي، ولد في 15 أبريل 1982.